# Công viên thành Osaka
Công viên lâu đài Osaka (城 公園 Osaka-Jō-Kōen) là một công viên đô thị công cộng và di tích lịch sử nằm tại Osaka-Jō ở Chūō-ku, Osaka, Nhật Bản.  Nó nằm ở phía nam của kawa (Kyū-Yodo) và chiếm một khu vực rộng lớn ở trung tâm thành phố Osaka. Công viên này là công viên lớn thứ hai trong thành phố.
Công viên được xây dựng trên một địa điểm có lịch sử lâu đời.  Vào thế kỷ XV, một ngôi đền chiến binh, Ishiyama Hongan-ji, đã được xây dựng tại đây. Năm 1583, Toyotomi Hideyoshi đã phá hủy Ishiyama Hongan-ji và xây dựng lâu đài Osaka tại đây. Từ năm 1870 đến năm 1945, Imperial Imperial Osaka đã sử dụng một khu vực rộng lớn và nó đã bị phá hủy vào cuối Thế chiến II.  Năm 1931, Công viên thành Osaka được mở cửa cho công chúng, nhưng phần lớn diện tích đã được Quân đội Hoàng gia Nhật Bản sử dụng.  Sau Thế chiến II, hầu hết các khu phức hợp quân sự đã được gỡ bỏ và thay thế bằng công viên đô thị công cộng.
Trong công viên, có Hội trường Lâu đài Osaka, sân thể thao rộng lớn, sân bóng chày, sân bóng đá, nhà hát âm nhạc ngoài trời, phòng hòa nhạc ngoài trời và Tháp giữ lâu đài Osaka.  Từ đỉnh tháp canh, vista bao gồm vịnh Osaka đến Núi Ikoma, bao quanh Đồng bằng Osaka.  Nhiều nhóm busking biểu diễn trong công viên.  Vào mùa xuân, ngắm hoa anh đào và hoa mận là phổ biến tại công viên này.